# Gustav Kinell

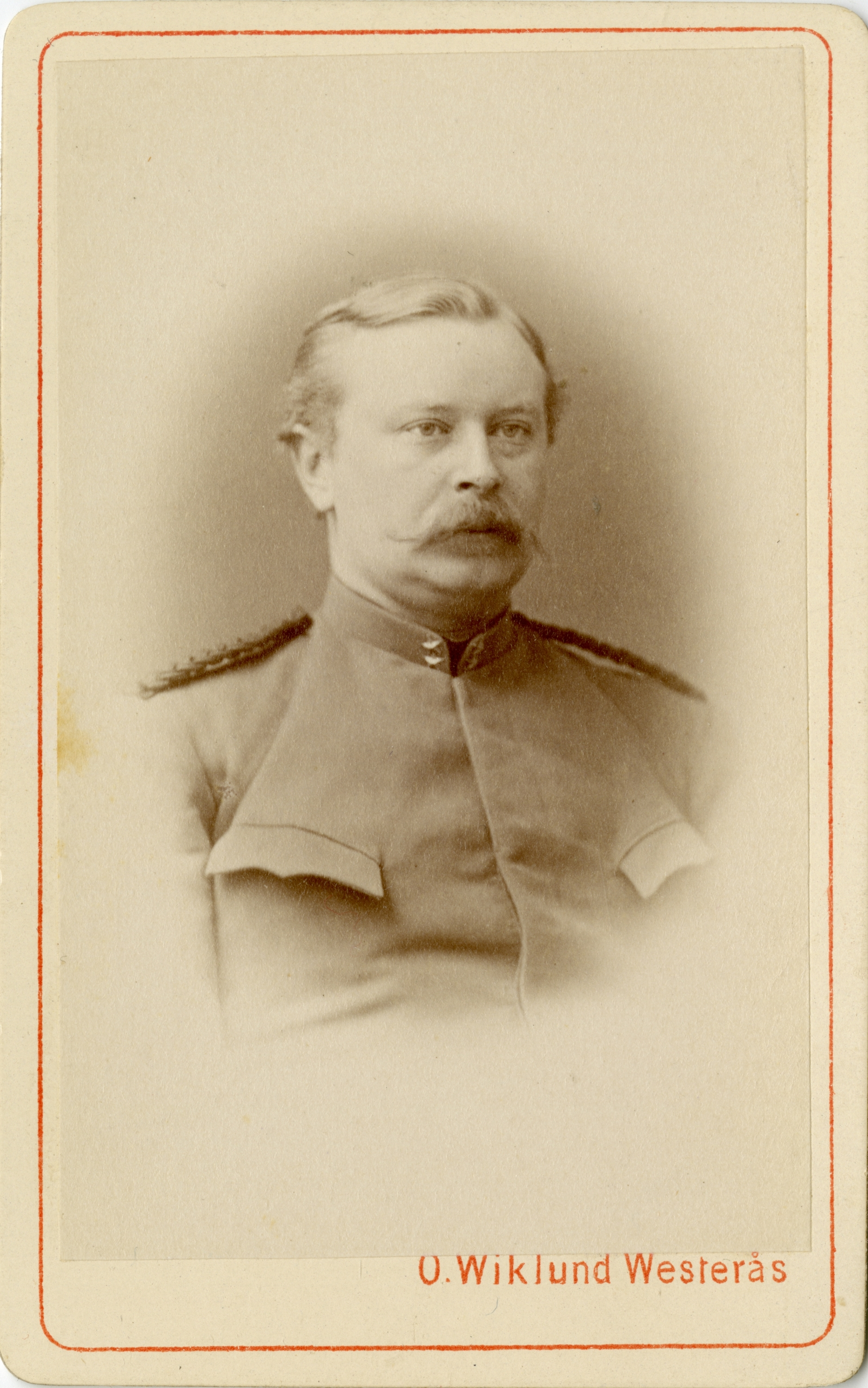
Erik Gustaf Kinell.

Erik Gustav (eller Gustaf) Kinell, född den 21 april 1847 i Västervik, död den 25 februari 1935 i Stockholm, var en svensk militär och propagandist för eldbegängelse.
Kinell blev underlöjtnant vid fortifikationen 1868, löjtnant 1873 och kapten 1884. Han var avdelningschef vid fortifikationsstabens huvudstation 1884–1891 och chef för Göta ingenjörbataljon 1898–1903. Kinell blev  major i armén 1896 och vid fortifikationen 1897 samt överstelöjtnant i armén 1901. Han var major i fortifikationens reserv 1903–1912 och extra lärare i matematik vid Navigationsskolan i Malmö 1903–1910 samt ledamot i styrelsen för Tekniska elementarskolan i Malmö 1908–1910. Kinell nedlade ett betydande arbete inom Svenska Eldbegängelseföreningen, tillhörde dess centralstyrelse 1912–1929, var 1915–1929 dess ordförande och blev 1929 ordförande i föreningens Stockholmsavdelning och föreningens hedersledamot. Han blev riddare av Svärdsorden 1889. Kinell är gravsatt vid Norra krematoriet på Norra begravningsplatsen utanför Stockholm.